# Dargo
Pour le département et la commune rurale, voir Dargo (département).
Pour l’article ayant un titre homophone, voir Dargaud.
Dargo est un village et le chef-lieu du département et la commune rurale de Dargo, situé dans la province du Namentenga et la région du Centre-Nord au Burkina Faso. 

## Éducation et santé
Dargo accueille un centre de santé et de promotion sociale (CSPS) tandis que le centre médical avec antenne chirurgicale (CMA) de la province se trouve à Boulsa.